# Tokalyngasjön
Tokalyngasjön är en sjö i Falkenbergs kommun i Halland och ingår i Ätrans huvudavrinningsområde. Sjön har en area på 0,0643 kvadratkilometer och ligger 111 meter över havet.

## Delavrinningsområde
Tokalyngasjön ingår i det delavrinningsområde (634170-132731) som SMHI kallar för Ovan Kvarnabäcken. Medelhöjden är 133 meter över havet och ytan är 18,51 kvadratkilometer. Räknas de 90 avrinningsområdena uppströms in blir den ackumulerade arean 2 365,49 kvadratkilometer. Avrinningsområdets utflöde Ätran mynnar i havet. Avrinningsområdet består mestadels av skog (63 %) och jordbruk (20 %). Avrinningsområdet har 0,07 kvadratkilometer vattenytor vilket ger det en sjöprocent på 0,4 %.